# Iceberg Vodka
Iceberg Vodka è una vodka prodotta dalla Newfoundland and Labrador Liquor Corporation. Il sito internet della compagnia dichiara che è prodotta usando il 60% di acqua purissima degli iceberg raccolti al largo dell'isola di Newfoundland e il 40% di distillato di Sweet canadian corn, ovvero una della qualità di mais più pregiate in assoluto.
Negli Stati Uniti e in Canada  testimonial di una passata campagna pubblicitaria è stata  Paris Hilton, mentre in Italia è stata presentata ufficialmente il 23 aprile 2009 alla White and Blue, la manifestazione fieristica riminese dedicata allo yachting e al lifesyle.

## Premi
Nel 2009 ha vinto la Medaglia d'Oro della società russa United Vodka, la cui premiazione si svolge annualmente nell'ambito del Festival di Cannes.
Ha vinto il Premio Icona d'Oro 2006-2007 per la Migliore Vodka; questo premio è messo in palio annualmente dalla Travolta Family Entertainment.
Nel 1998 il Beverage Tasting Institute diede a Iceberg Vodka un 'superlativo' punteggio di 94 su 100, secondo solo alla prestigiosa Grey Goose vodka, in un test di degustazione a occhi bendati fra le migliori vodka del mondo.